# Prosheliomyia brevinervis
Prosheliomyia brevinervis är en tvåvingeart som först beskrevs av Malloch 1935.  Prosheliomyia brevinervis ingår i släktet Prosheliomyia och familjen parasitflugor. Inga underarter finns listade i Catalogue of Life.